# LMP-2017
LMP-2017 — польский 60-мм лёгкий пехотный миномёт образца 2017 года.

## История
Миномёт разработан и принят на вооружение вооружённых сил Польши для замены 60-мм миномётов LM-60K и LRM vz. 99 ANTOS (кроме того, они предлагаются на экспорт). Производится на предприятии Zakłady Mechaniczne Tarnów в городе Тарнув (структурное подразделение «Polska Grupa Zbrojeniowa»).
4-7 сентября 2018 года на оружейной выставке «MSPO-2018» в Кельце был впервые представлен демонстрационный образец миномёта LMP-2017, оснащённый цифровым прицелом.
В декабре 2018 года был подписан контракт на поставку до конца 2022 года 780 шт. миномётов LMP-2017 для рот лёгкой пехоты в батальонах войск территориальной обороны (общая сумма контракта составляла 32 млн. злотых, но помимо стоимости заказанных миномётов в него включены стоимость упаковочных ящиков и технической документации). В 2019 году в войска были поставлены первые 150 миномётов, в 2020 году — ещё 204 шт., к 1 июня 2021 года в войска передали ещё 103 шт.. К началу февраля 2022 года «почти 650 шт.» было закуплено и поставлено в подразделения территориальной обороны.
4 февраля 2022 года премьер-министр Польши М. Моравецкий сообщил, что «в течение недели» на Украину будет отправлена партия вооружения (в том числе, миномёты LMP-2017). 26 февраля 2022 года украинский генеральный штаб сообщил, что по программе военной помощи из Польши уже получено 100 шт. 60-мм миномётов и 1500 шт. выстрелов к ним.

## Описание
Ствол изготовлен из стали, опорная плита дюралюминиевая, замок из титана и алюминия, лафет и корпус из полимера. Спроектирован как оружие непосредственной поддержки, им может управлять один военнослужащий (обычно обслуживанием миномёта занимаются двое военнослужащих). Дальность стрельбы от 100 до 1300 метров, скорострельность 25 выстрелов в минуту без регулировки прицела или 10 выстрелов в минуту с корректировкой огня.
LMP-2017 имеет механический прицел, а также может комплектоваться оптическим или цифровым прицелом.
Миномёт может вести стрельбу двумя типами боеприпасов — 60-мм артиллерийскими минами Pluton-1 польского производства (для миномётов LM-60D и LM-60K) и 60-мм артиллерийскими минами стандарта НАТО.
В качестве боеприпасов могут использоваться осколочные мины O-LM60 (масса 2 кг, с одним дополнительным метательным зарядом, для стрельбы на дальность до 1100 м), осколочные мины O-LM60N (с двумя дополнительными метательными зарядами, для стрельбы на дальность до 1300 м), осветительные мины S-LM60. Для обучения стрельбе используются учебные мины с инертным снаряжением.

## Варианты и модификации
- LMP-2017 — версия с 650-мм стволом. С 2018 года может комплектоваться цифровым прицелом[2].
- LMP-2017M — версия с увеличенной до 865 мм длиной ствола, в классическом исполнении (со складной двуногой сошкой и круглой опорной плитой). Может быть оснащён оптическим прицелом. Дальность стрельбы при использовании сошек, опорной плиты и оптического прицела составляет до 3000 м. Возможно также ведение огня без сошки и опорной плиты — на дальность до 1500 метров при использовании цифрового прицела[2].

## Страны-эксплуатанты
- Польша — принят на вооружение сухопутных войск и войск территориальной обороны вооружённых сил Польши[1]
- Украина — с февраля 2022 года[1]